# Osiris (cráter)
Osiris es un pequeño cráter lunar situado en la parte sureste del Mare Serenitatis. Se encuentra al noreste del pequeño cráter Dawes, y al oeste de los Montes Taurus. Al este-noreste de esta posición se localiza el lugar de aterrizaje de la misión Apolo 17, en el valle de Taurus-Littrow.
|  |  |

En sus inmediaciones se localizan otros pequeños cráteres, como Isis, Robert y Mary (hacia el nornoroeste) y Jerik hacia el sur. Así mismo, rima Reiko y rima Marcello parten del sector sureste de Osiris (con ese mismo rumbo), y catena Brigitte (que lo hace con rumbo suroeste). Esta zona de la superficie es notable por los numerosos elementos que concentra.
Aunque se los conoce como "cráteres", Osiris y el cercano Isis es probable que sean pequeños conos volcánicos.

## Denominación
El nombre procede de una designación originalmente no oficial, contenida en la página 42C3/S2 de la serie de planos del Lunar Topophotomap de la NASA, que fue adoptada por la UAI en 1976, al igual que las denominaciones de los cráteres cercanos Mary, Robert, Isis y Jerik.